# Uvod

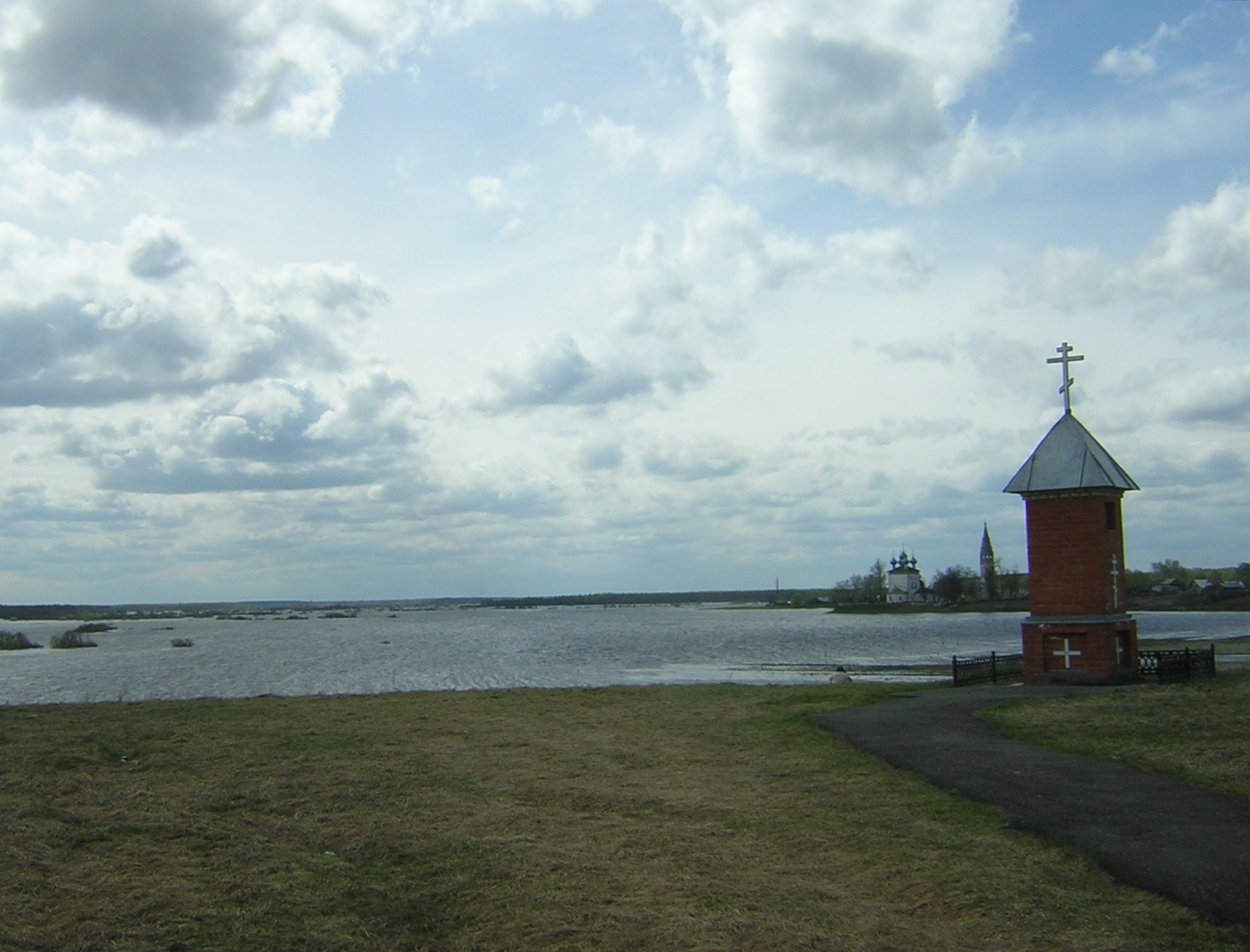
Vårflod på Uvod

Uvod (ryska: Уводь) är en flod i Ivanovo och Vladimir oblast i Ryssland. Den är vänsterbiflod till Kljazma (i Volgas avrinningsområde) och har en längd på 185 kilometer och ett avrinningsområde på 3 770 km². Medelvattenföringen 30 kilometer från mynningen är 19 m³ per sekund. Uvod är istäckt från november till april. Städerna Ivanovo och Kochma ligger längs Uvod.